# Episodi di It's Garry Shandling's Show (prima stagione)
La prima stagione della serie televisiva It's Garry Shandling's Show è stata trasmessa in anteprima negli Stati Uniti d'America da Showtime tra il 10 settembre 1986 e il 10 aprile 1987.
| nº | Titolo originale                                      | Titolo italiano | Prima TV USA      | Prima TV Italia |
| -- | ----------------------------------------------------- | --------------- | ----------------- | --------------- |
| 1  | The Day Garry Moved In                                |                 | 10 settembre 1986 |                 |
| 2  | Grant Gets Broken                                     |                 | 17 settembre 1986 |                 |
| 3  | Garry Throws a Surprise Party                         |                 | 24 settembre 1986 |                 |
| 4  | Foul Ball                                             |                 | 1º ottobre 1986   |                 |
| 5  | The Graduate                                          |                 | 8 ottobre 1986    |                 |
| 6  | It's Garry Shandling's Problem, But It's Jo-Jo's Show |                 | 15 ottobre 1986   |                 |
| 7  | Garry Met a Girl Named Maria                          |                 | 23 gennaio 1987   |                 |
| 8  | Grant's Date                                          |                 | 30 gennaio 1987   |                 |
| 9  | Pete Has an Affair                                    |                 | 6 febbraio 1987   |                 |
| 10 | Fate                                                  |                 | 13 febbraio 1987  |                 |
| 11 | The Morning After                                     |                 | 20 febbraio 1987  |                 |
| 12 | Sarah                                                 |                 | 6 marzo 1987      |                 |
| 13 | Laffie                                                |                 | 13 marzo 1987     |                 |
| 14 | Dial L for Laundry                                    |                 | 20 marzo 1987     |                 |
| 15 | Dinner with Garry                                     |                 | 3 aprile 1987     |                 |
| 16 | Force Boxman                                          |                 | 10 aprile 1987    |                 |